# 2016 en santé et médecine
| Années de la santé et de la médecine : 2013 - 2014 - 2015 - 2016 - 2017 - 2018 - 2019    |
| Décennies de la santé et de la médecine : 1980 - 1990 - 2000 - 2010 - 2020 - 2030 - 2040 |

Cet article présente les faits marquants de l'année 2016 en santé et médecine.

## Prix
- Le prix Nobel de médecine est attribué à Yoshinori Ohsumi « pour ses recherches sur le renouvellement des cellules »[1].

## Décès
- 2 janvier : Frances Cress Welsing (née en 1935), psychiatre américaine.
- 2 décembre : Pierre Rochcongar (né en 1947), médecin du sport français.